# Sort (antic municipi)
|  | Aquest article és sobre l'antic municipi d'aquest nom. Per a la vila i el municipi actual, vegeu Sort. |

| \| ← \| 1812 — 1976 \| → \|                   |                    |   |
| Escut d'armes                                 |                    |   |
| Antic municipi de Sort dins de l'actual       |                    |   |
| Període històric                              | Edat Contemporània |   |
| • Creació del municipi (Constitució de Cadis) | 1812               |   |
| • Annexió de la Bastida de Sort               |                    |   |
| • Annexió a Sort                              | 1976               |   |
| Altitud                                       | 689,1 m            |   |
| Superfície                                    |                    |   |
| • 1976                                        | 13,9 km2           |   |
| • 2011                                        | 13,9 km2           |   |
| Població                                      |                    |   |
| • 2011                                        | 1.872              |   |
| Densitat                                      | 134,7/km²          |   |
| ←                                             | 1812 — 1976        | → |

L'antic municipi de Sort era un terme municipal de la comarca del Pallars Sobirà que va ser ampliat el 1970 i el 1976 amb els antics municipis d'Altron, Enviny i Llessui.
El municipi de Sort fou creat el 1812 a partir de les disposicions de la Constitució de Cadis i s'ha mantingut sempre, de primer amb la superfície original, i, a partir del 1970 i 1976, considerablement ampliat. També foren creats el 1812 l'ajuntament de la Bastida de Sort, incorporat a Sort el 1847. També comprenia els pobles de Bressui i de Pernui, el darrer actualment del tot despoblat, i un despoblat molt antic, que la tradició associa amb l'origen de Sort: la vila de Vilamflor.

## Geografia
El terme primigeni de Sort era el segon més petit dels quatre antics municipis units a l'actual de Sort. Amb una extensió de 13,9 km², representava una vuitena part del nou terme, de 105,05 km². Com que conté la vila de Sort, presenta una densitat de població molt alta, en comparació amb els altres termes que ara són del mateix municipi.

### Descripció geogràfica
L'antic terme de Sort ocupava un espai a l'est i sud-est del terme actual de Sort.

#### El perímetre de l'antic terme
El terme de Sort limitava al sud-oest amb l'antic terme d'Enviny, al nord-oest, amb el d'Altron, al nord amb el de Surp i de Rialb, i a llevant amb el de Soriguera.
Comença aquesta descripció a l'extrem nord del terme antic de Sort, al triterme amb Rialb i l'antic municipi d'Enviny. És a ran de la carretera LV-5223, a prop de la fita quilomètrica número 3, al sud de Roca Roia, a llevant de les Costes de Sant Josep i a ponent de les Costes de Sant Tomàs.

##### Antic límit amb el terme municipal d'Enviny
En aquest lloc començava el llarg termenal amb Sort, ara inexistent per la fusió dels dos municipis. Començava aquesta línia de terme cap al sud-oest per, quan trobava el Barranc de Bonabasi, trencar cap al sud, fent la volta per damunt, a ponent, del poble de la Bastida de Sort. Al sud d'aquest poble i a prop i al sud de la Borda de Xica el termenal girava cap al sud-sud-oest, resseguint el coster a mitjana alçada, paral·lel a la Noguera Pallaresa, deixant a llevant Sort, separant-se'n progressivament. Passava a llevant de la Borda de Botja i de la de Beta, travessant les Costes de Sant Joan. Just a ponent i damunt del poble de Bressui, en trobar la Llau de Fenanos, el termenal torcia cap al sud-sud-est. Travessava el paratge de Fornons, i anava baixant cap a llevant de les Costes de Sant Clem. Al damunt i al nord-oest de la Gessera, el termenal canviava de direcció sobtadament, cap al nord-est, fins a trobar la carretera, l'actual C-13/N-260, on feia una punxa, tonant a girar, ara cap al sud-sud-oest. Seguia un tram de carretera, i en arriba a llevant de la Mare de Déu de Soler, al nord-est de l'Hostal Nou, la línia de terme amb Sort baixava fins a la llera de la Noguera Pallaresa. El termenal amb Enviny continuava riu avall, fins a les Vernedes, al nord del Prat de Betran, on es trobaven els termes municipals d'Enviny, Sort i Soriguera.

##### Límit amb el terme municipal deSoriguera, en el seu terme primigeni
El termenal amb Soriguera se separa de la llera de la Noguera Pallaresa cap a l'est, travessant la part meridional de les Vernedes, i comença a enfilar-se cap a la muntanya pel vessant nord de la Serreta, cap al nord del punt quilomètric 278 de la carretera N-260, passant pel costat nord-oest de l'estació de servei que hi ha en aquest lloc. Tot seguit, en línia recta cap al nord-nord-est, va a cercar marge nord del revolt de la mateixa carretera, al quilòmetre 277, travessa la Llau de Bardaleda i continua muntanya amunt cap al Serrat de Sant Feliu, torcent progressivament cap a l'est. Travessa la Llau del Muro i segueix el vessant superior meridional de la vall del Barranc de Santa Anna fins que als peus del Serrat dels Herbons, el termenal baixa a trobar el barranc esmentat. Continua aigües amunt, fins que als peus del Serrat Xic, a llevant del Barranc del Fener Gran s'enfila cap al nord-est, sense seguir cap criteri geogràfic, fins que arriba a la cota 2.200, al nord-oest de la Ginebrada, al Fener Gran. En aquest lloc gira sobtadament cap al sud-est, travessa la Costa Negra on, a ponent de l'Estació d'esquí Port-Ainé, a la cota 2.340, troba el triterme entre Sort, Soriguera i Rialb.

##### Límit amb el terme municipal deRialb, en el seu terme primigeni
Des del punt anterior, la línia de terme entre Sort i Rialb davalla per una carena cap al nord-oest, que es va decantant progressivament cap a l'oest. Deixa al sud, en terme de Sort, la Costa Negra, el Bosc de Costa Negra i el Clot Orader, fins que arriba a les Collades, a 1.790,5 metres d'altitud. Continua baixant cap a l'oest-nord-oest per les Roques de la Bastida, fins a la Roca Penjada, i, ara cap a ponent, baixa de cop cap al costat nord de la Borda del Fener, sota de la qual travessa la Noguera Pallaresa. En aquest lloc el termenal segueix la llera del riu aigües avall, cap al sud, fins que arriba a llevant de l'Hostalet, on travessa el riu, passa pel costat sud de l'Hostalet, i va a buscar el marge de llevant de la carretera LV-5223, que segueix quasi fins a la fita quilomètrica número 3, on ha començat la descripció de l'antic termenal de Sort.

### Entitats de població
| Entitat de població | Habitants (2011) |
| ------------------- | ---------------- |
| La Bastida de Sort  | 33               |
| Bressui             | 21               |
| Pernui              | 0                |
| Sort                | 1.818            |
| Font: Idescat       |                  |

## Història

### Edat contemporània
En el cens del 1857 Sort apareix amb 1.194 habitants i 255 cèdules personals inscrites, repartides de la manera següent: Bastida, 103 habitants i 25 cèdules, i Sort, 1.091 i 230.
Alcaldes:
- Antoni Garriga (1898 - 1900)

### Demografia
| 1497 f | 1515 f | 1553 f | 1717 | 1787 | 1857 | 1877 | 1887 | 1900 | 1910 |
| ------ | ------ | ------ | ---- | ---- | ---- | ---- | ---- | ---- | ---- |
| -      | -      | 61     | -    | -    | 1194 | 1060 | 1026 | 946  | 998  |

| 1920 | 1930 | 1940 | 1950 | 1960 | 1970 | 1981 | 1990 | 1992 | 1994 |
| ---- | ---- | ---- | ---- | ---- | ---- | ---- | ---- | ---- | ---- |
| 1109 | 930  | 808  | 874  | 1209 | -    | -    | -    | -    | -    |

| 1996 | 1998 | 2000 | 2002 | 2004 | 2006 | 2008 | 2010 | 2012 | 2014 |
| ---- | ---- | ---- | ---- | ---- | ---- | ---- | ---- | ---- | ---- |
| -    | -    | 1360 | 1493 | 1581 | 1790 | 1982 | 1995 | -    | -    |